# Pikaia
Pikaia es un género extinto de animales considerados cefalocordados, a pesar de la dificultad que entraña distinguir entre los cefalocordados y los representantes primitivos de Craniata. La única diferencia es la cefalización. Los primeros cordados del registro fósil fueron representados por Pikaia. Se conocen 16 especímenes de Pikaia del gran lecho de filópodos, donde comprenden un 0,03 por ciento de la comunidad.
Su posición filogenética exacta no está clara. Las afinidades propuestas incluyen a los cefalocordados, a los craneados o a un cordado troncal no estrechamente relacionado con ningún linaje existente.

## Descubrimiento

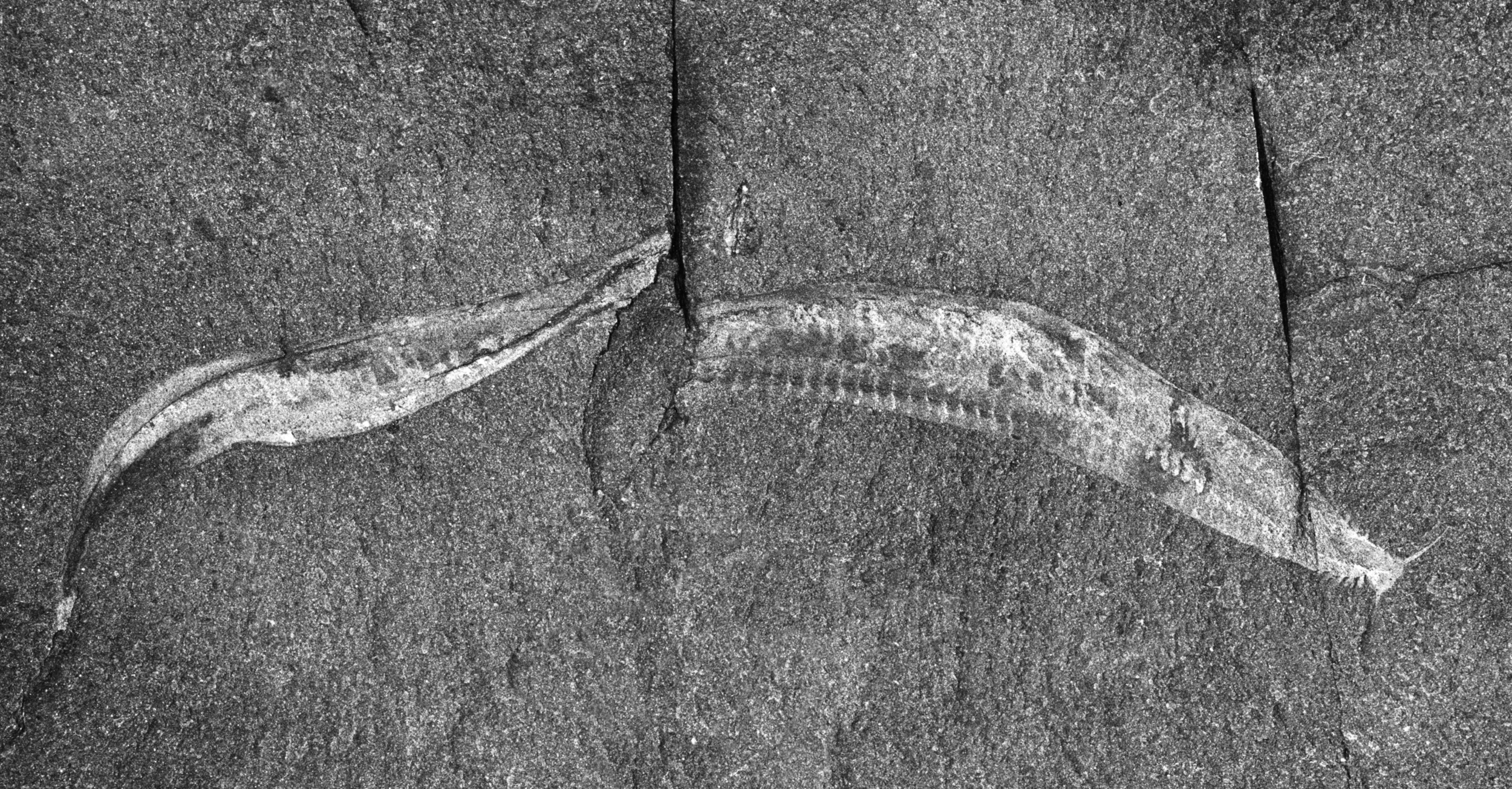
Fósil de Pikaia gracilens del esquisto de Burgess (Espécimen USNM PAL 57628)

Pikaia es un animal conocido a partir de los fósiles del Cámbrico Medio, encontrado cerca del monte Pika (del cual proviene su nombre) en un yacimiento de fósiles invertebrados que datan aproximadamente de 505 millones de años llamado Burgess Shale en la Columbia Británica. Fue descubierto por Charles Walcott y descrito por él en 1911. Basado en la obvia y regular segmentación del cuerpo, Walcott lo clasificó como un gusano poliqueto. Su aspecto recuerda al del cefalocordado actual comúnmente conocido como lanceta y quizás nadaba como una anguila.
Durante la revaluación de la fauna encontrada en Burgess Shale en 1979, el paleontólogo Simon Conway Morris situó a Pikaia gracilens dentro de los cordados, haciéndolo tal vez el ancestro más antiguo conocido de los vertebrados modernos. No obstante, pareciera ser un muy primitivo proto-cordado. Sin embargo, el estado de Pikaia en los cordados no está aceptado universalmente; la forma en la que se ha conservado sugiere que tenía una cutícula, lo que no es característico de los vertebrados (aunque es una característica de otros cefalocordados); además, se desconocen sus tentáculos en otras estirpes de vertebrados. La presencia de cordados anteriores en Chengjiang, incluyendo Haikouichthys y Myllokunmingia, parecen mostrar que la cutícula no es necesaria para su preservación, invalidando el argumento tafonómico, aunque la presencia de tentáculos aún es intrigante, y el organismo no puede ser asignado ni siquiera al grupo de los vertebrados. Su anatomía se parece a la criatura moderna Branchiostoma.

## Morfología

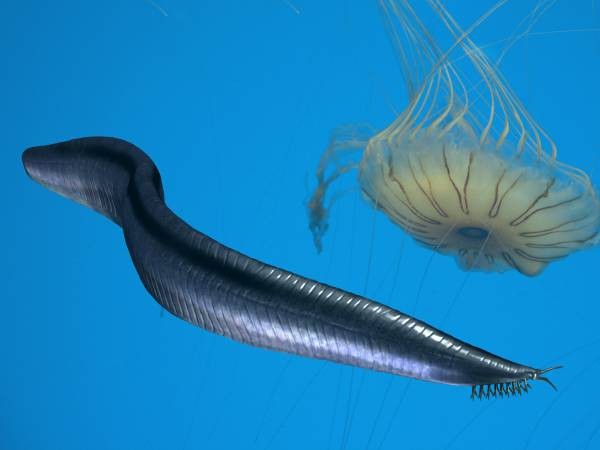
Reconstrucción de Pikaia gracilens

En promedio medía 5 centímetros de longitud, Pikaia nadaba sobre el fondo marino usando su cuerpo y una prolongación de su cola como timón, mediante movimientos ondulatorios. Pudo ser filtrador de partículas acuáticas a medida que se desplazaba. Sus "tentáculos" podrían relacionarse hoy día a los cordados agnatos. Sólo 60 especímenes han sido encontrados a la fecha.

## Posición evolutiva
Su estructura se asemeja al actual anfioxo. Constituye aplanada y se ve claramente en sus escasos fósiles los ágiles movimientos que hubiesen podido tener. La posesión de una aparente primitiva columna vertebral formada por cartílago junto a su médula espinal lo indica como un ancestro de los vertebrados, incluyendo peces como Cephalaspis y los primeros placodermos. 

## Ancestro improbable
A primera vista, Pikaia no parece como un ancestro de los vertebrados, y de hecho hay mucho debate respecto al tema en los círculos científicos. Parece un gusano que ha sido aplanado lateralmente. Pero en detalle, los fósiles comprimidos del Burgess Shale muestran claramente características de cordados como trazas de una notocorda alargada, un cordón nervioso dorsal y bloques de músculos (miotomas) a cada lado del cuerpo - todo son características críticas de la evolución de los vertebrados [cita requerida].
La notocorda es un tubo flexible que recorre la espalda del animal, alargándose y endureciendo el cuerpo, por lo que puede flexionarse de un lado a otro por los grupos musculares para nadar[cita requerida]. En los peces y todos los vertebrados posteriores, la notocorda forma la columna vertebral. Esta estira el cuerpo, soporta los miembros y protege el cordón nervioso dorsal, mientras a la vez permite al cuerpo doblarse[cita requerida].
Sorprendentemente, en la actualidad existe un ser parecido, la lanceta. Este pequeño animal fue familiar a los biólogos mucho antes de que se descubriera el fósil de Pikaia. Con notocorda y parejas de grupos musculares, la lanceta y Pikaia pertenecen al grupo cordado de animales del cual descienden los vertebrados. Los estudios moleculares han refutado las creencias anteriores de que las lancetas puedan ser los parientes vivos más cercanos a los vertebrados, dejando a los tunicados en esta posición. Mientras que la lanceta es un cordado, otros grupos vivos y fósiles, como los enteropneustos y graptolites, son más primitivos. Los hemicordados solo tienen una estructura similar a la notocorda en un estado primario de sus vidas.
La presencia de una criatura tan compleja como Pikaia hace 530 millones de años refuerza el punto de vista controvertido de que la diversificación de la vida pudo haber comenzado antes de la etapa cámbrica, en el Precámbrico.